# Archaster angulatus
Archaster angulatus is een zeester uit de familie Archasteridae. De wetenschappelijke naam van de soort werd in 1842 gepubliceerd door Johannes Peter Müller & Franz Hermann Troschel.